# Мирза Джафар Хаменеи
Мирза Джафар Хаменеи (перс. میرزا جعفر خامنه‌ای‎) — интеллектуал, поэт, участник национально-освободительного движения в Иранском Азербайджане, направленного против шахского режима Ирана.

## Биография
Джафар Хаменеи в 1887 году родился в городе Тебризе и здесь же получил образование. Он был сыном Хадж Шейха Али Акбара Хаменеи, одного из торговцев Тебриза, который был очень уважаемым жителем города и очень религиозным человеком. Джафар Хаменеи тайком от своего отца выучил французский язык и познакомился с турецкой «новой литературой». Приблизительно в 1913 году он нарушил традиционную форму персидских стихотворений и начал печатать отрывки (кытъа) без подписи, с новой и беспримерной рифмовкой и относительно свежим содержанием. Один из этих отрывков («Родине») даже был процитирован Эдвардом Брауном в своём труде «История прессы и литературы нового Ирана».
За много лет до Нимы Юшиджа Джафар Хаменеи писал свои стихи в новом стиле, поэтому его можно считать первым поэтом, представителем новой поэзии. Газета Таджаддод писала, что Джафар Хаменеи «разрушил плотину консерватизма в мире литературы и лирики». Его нашумевшие стихотворения печатались в таких известных журналах, как «Хабл ол-Матин», «Чахре Нема», «Асре джадид» и «Шамс».
Джафар Хаменеи помимо того, что был литератором и поэтом, был конституционалистом и активным участником политической борьбы. Ахмед Кесрави в книге «Моя жизнь» представляет его как одного из друзей Шейха Мохаммада Хиябани и добавляет, что именно Джафар Хаменеи познакомил его с Хиябани. По его словам, в доме отца Джафара Хаменеи, Хадж Шейха Али Акбара Хаменеи часто по ночам собирались сторонники национально-освободительного движения. Кроме того, в другом своём труде «История иранской Конституционной революции» Кесрави упоминает о Джафаре Хаменеи ещё и как о переводчике. Так, для выходящего в Калькутте журнала Хабл ол-Матин он перевёл с турецкого языка на персидский статью, написанную Ахмед-беком Агаевым в газете «Хаят».